# 农民国际

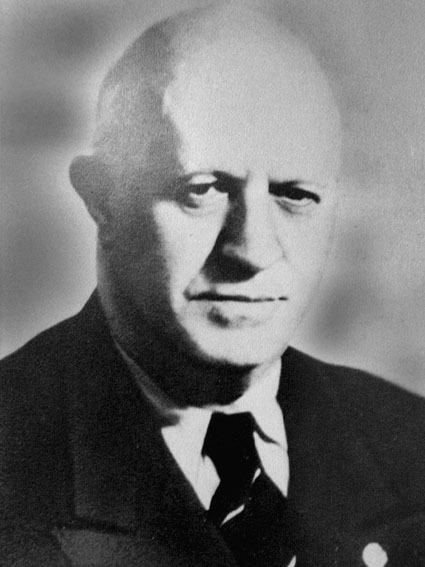
1928-1939年农民国际的主要负责人为保加利亚共产党党员瓦西里·科拉罗夫

农民国际（俄语：Крестьянский интернационал）是共产国际于1923年发起的农民统一战线的国际组织，1939年解散，部分人员转入欧洲农民协会。

## 历史
最早可以追溯到波兰共产党党员，前波兰农民党党员并当选波兰国会议员的托马斯·冬巴尔提出建立农民的国际组织。1923年6月19日，他在《真理报》发表文章，分析在东欧各国农民党的崛起，建议推动工农联盟的形成。  由于有利于农民的新经济政策的实施，苏联推动农民国际组织的形势逐渐形成。  
1923年10月10日至16日，成立大会在莫斯科召开。40个国家的158名代表与会。选出的领导机关为国际农民理事会（International Peasant Council）。理事长为斯米尔诺夫（A. P. Smirnov）。1928年保加利亚人瓦西里·科拉罗夫当选为农民国际执委会主席。 
1924年4月开始出版机关刊物《农民国际》。片山潛与胡志明都在该刊物发表过文章。
1939年苏芬战争爆发后解散。

## 历届国际会议
| 事件                         | 地点       | 日期                | 注释                                        |
| ---------------------------- | ---------- | ------------------- | ------------------------------------------- |
| 国际成立大会                 | 苏联莫斯科 | 1923年10月16日      | 出席会议的158名代表来自40个国家             |
| 国际农民理事会第一次全体会议 | 苏联莫斯科 | 1923年10月          |                                             |
| 国际农民理事会第二扩大全会   | 苏联莫斯科 | 1925年4月9日-？？日 | 出席会议的78名代表来自39个国家 (Carr 8:954) |
| 国际第二次世界代表大会       | 苏联莫斯科 | 1927年11月          |                                             |
| 国际第三次世界代表大会       | 苏联莫斯科 | 1929年11月          |                                             |

## 各国附属组织
- 克罗地亚人民农民党（1924年－1925年附属）
- 爱尔兰劳动农民委员会
- 墨西哥农民联盟（1923年加入）
- 菲律宾农民联盟（1929年加入）
- 中华全国农民协会（英语：Chinese Peasants' Association）

## 延伸阅读
- Lowell K. Dyson, "Red Peasant International in America," Journal of American History, vol. 58 (1972), pp. 958-973.
- Graeme J. Gill, Peasants and Government in the Russian Revolution. London: Macmillan, 1979.
- M.M. Goranovich, Крах зеленого интернационала, 1921-1938 (The Collapse of the Green International, 1921-1938). Moscow: Nauka, 1967.
- George D. Jackson, Jr., Comintern and Peasant in East Europe (1919-1930). New York: Columbia University Press, 1966.
- George D. Jackson, Jr., "The Krestintern and the Peasant as Revolutionary," Jahrbücher für Geschichte Osteuropas, vol. 14, no. 2 (June 1966), pp. 213-231. In JSTOR （页面存档备份，存于）